# Il sentiero del pino solitario
Il sentiero del pino solitario (The Trail of the Lonesome Pine) è un romanzo western scritto da John Fox Jr. e pubblicato per la prima volta nel 1908. Divenne il romanzo di maggior successo di Fox e ispirò diversi adattamenti teatrali e cinematografici, oltre alla canzone The Trail of the Lonesome Pine realizzata da Ballard MacDonald e Harry Carroll.

## Adattamenti
- The Trail of the Lonesome Pine, cortometraggio del 1913[2]
- The Trail of the Lonesome Pine, film del 1914 diretto da Frank L. Dear[3]
- The Trail of the Lonesome Pine, film del 1916 diretto da Cecil B. DeMille[4]
- The Trail of the Lonesome Pine, film del 1923 diretto da Charles Maigne[5]
- Il sentiero del pino solitario (The Trail of the Lonesome Pine), film del 1936 diretto da Henry Hathaway[6]